# باربرا كوركوران
باربرا كوركوران (بالإنجليزية: Barbara Corcoran)‏ هي سيدة أعمال وصحفية أمريكية، ولدت في 10 مارس 1949 في إيدجووتر في الولايات المتحدة.

## وصلات خارجية
- الموقع الرسمي